# فرانشيسكو كوين
فرانشيسكو دانييلي كوين (22 مارس 1963 - 5 أغسطس 2011) كان ممثل سينمائي وتلفزيوني إيطالي المولد.

## عن حياته
ولد فرانشيسكو كوين في روما، إيطاليا، وهو نجل أنتوني كوين وزوجته الثانية يولاندا كوين، وقد تزوج من مصممة لازياء جولي ماكان كوين. كان فرانشيسكو كوين مكسيكي أيرلندي، من أصل إيطالي.

## أشقاؤه
له عدد من الأشقاء منهم:
- لورينزو كوين.
- داني كوين.
- فالنتينا كوين.
- أليكس كوين.

## وفاته
توفي فرانشيسكو في يوم الجمعة في 5 أغسطس 2011 في ماليبو في كاليفورنيا عن عمر يناهز 48 سنة بعد إصابته بنوبة قلبية.

## روابط خارجية
- فرانشيسكو كوين على موقع IMDb (الإنجليزية)
- فرانشيسكو كوين على موقع ألو سيني (الفرنسية)
- فرانشيسكو كوين على موقع أول موفي (الإنجليزية)
- فرانشيسكو كوين على موقع قاعدة بيانات الأفلام السويدية (السويدية)
- فرانشيسكو كوين على موقع إن إن دي بي (الإنجليزية)
- فرانشيسكو كوين على موقع قاعدة بيانات الفيلم (الإنجليزية)
- فرانشيسكو كوين على موقع كينوبويسك (الروسية)